# 샤요궁

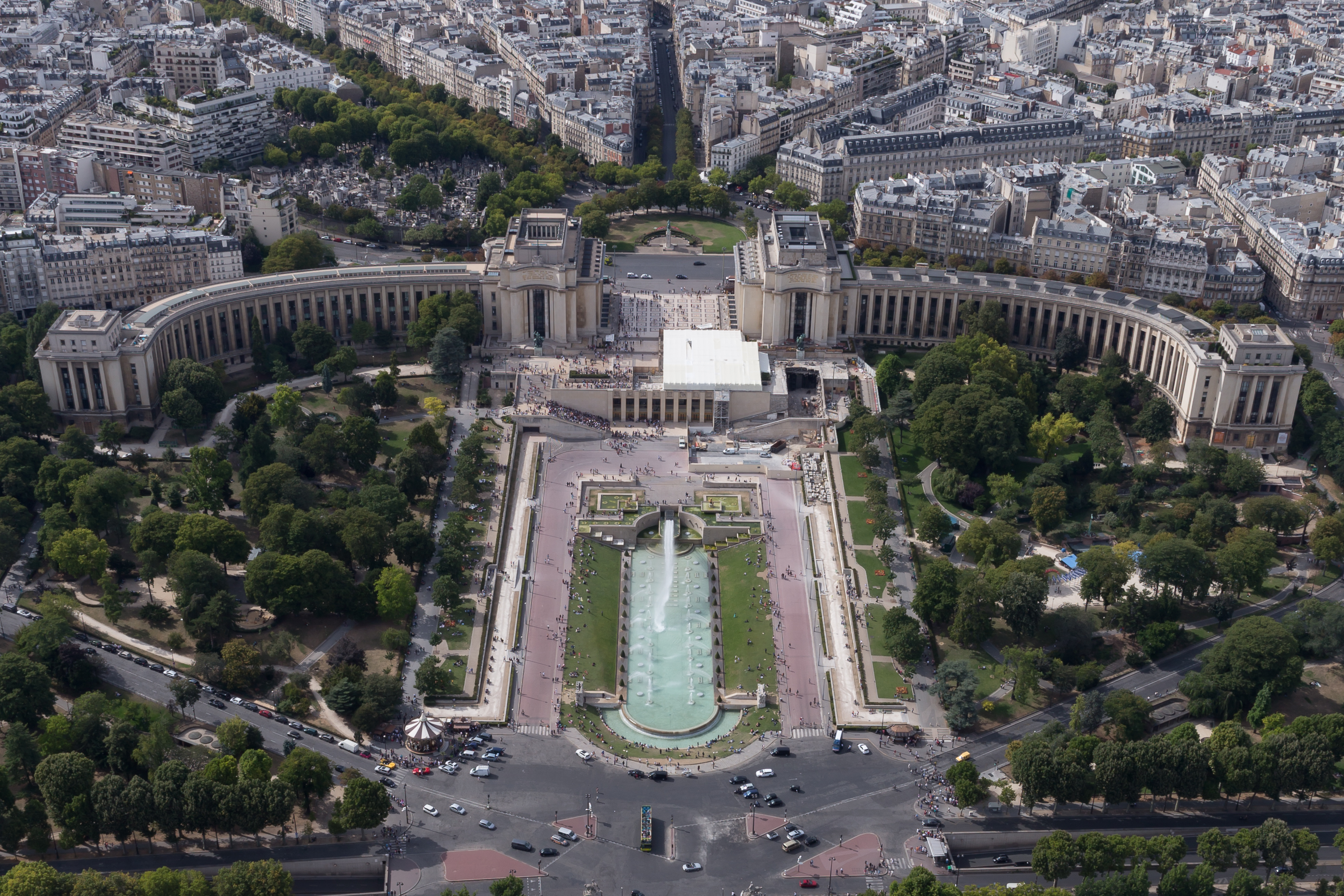
2015년 에펠탑에서 바라본 샤요 궁전과 트로카데로 정원 전경

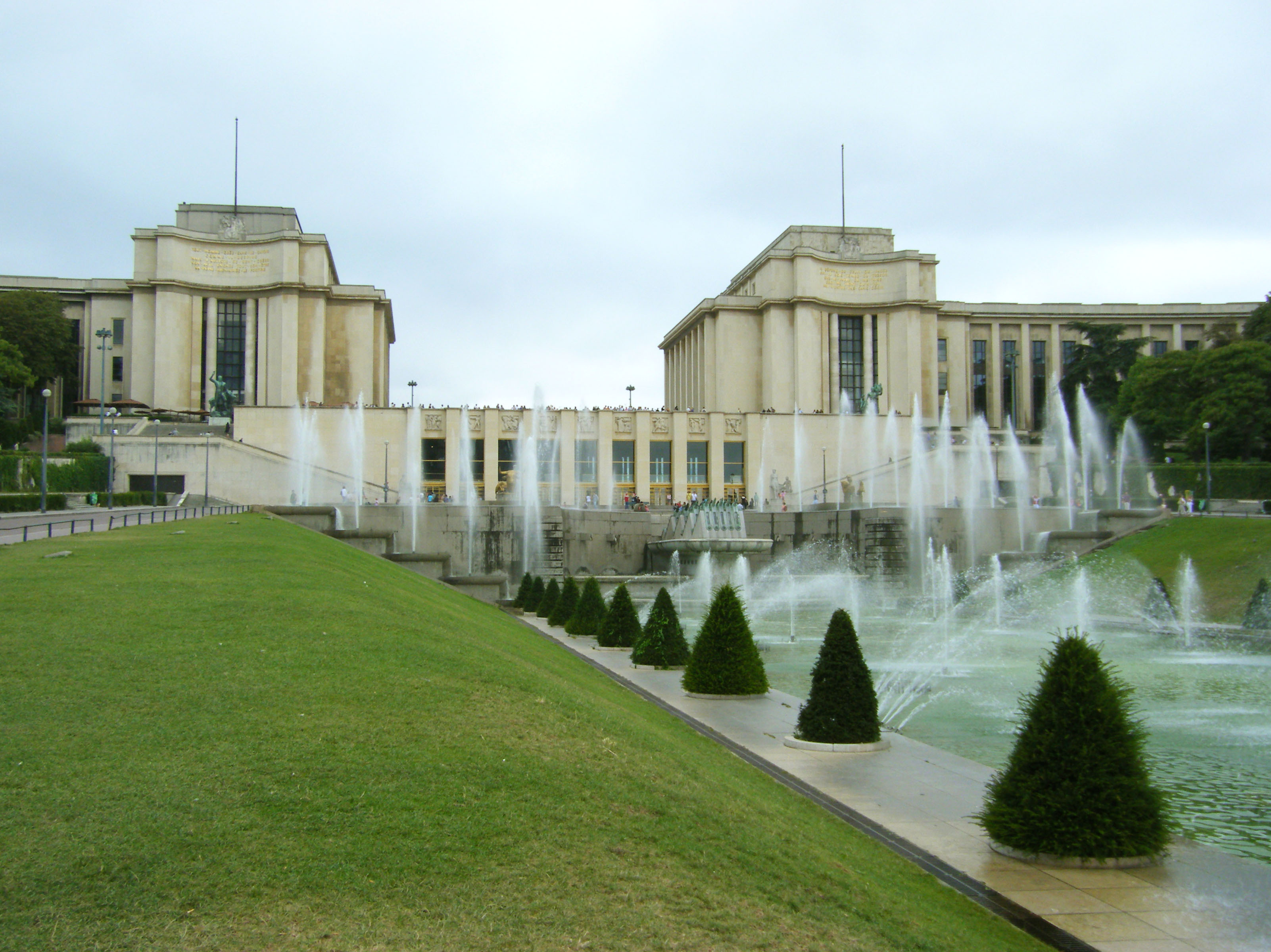
샤요 궁전을 배경으로 한 바르샤바 분수

샤요궁(프랑스어: Palais de Chaillot)은 프랑스 파리 16구 트로카데로 지구의 샤요 언덕에 있는 건물이다. 1937년 만국박람회를 위해 지어졌다.

## 설계 및 구조
샤요궁은 1937년 만국박람회를 위해 1935년에 트로카데로 궁전을 철거하고 그 양 옆으로 현대식으로 지어진 두 개의 곡선형 건물이다. 프랑스 건축가 루이 히폴리트 부알로(Louis-Hippolyte Boileau, 1878~1948), 자크 까를뤼(Jacques Carlu, 1890~1976), 그리고 레옹 아제마(Léon Azéma, 1888~1978)가 설계했다. 오래된 궁전의 대형 중앙 홀과 탑은 철거되고 지하 부분만 남았으며, 상단에는 넓은 산책로가 만들어져 트로카데로(Trocadéro) 광장에서 에펠탑과 그 너머까지 탁 트인 전망을 볼 수 있다. 두 날개 건물 사이에는 인권 광장이 있으며 건물 앞쪽에는 트로카데로 정원과 바르샤바 분수대가 있다.
현재 건물에는 여러 박물관이 위치해 있다.
- 서쪽(Passy) 날개 건물에는 국립해양박물관(Musée National de la Marine)과 인류박물관(Musée de l'Homme)이 있다.
- 동쪽(Paris) 날개 건물에는 2007년에 개장한 프랑스 국립 기념 박물관(Musée national des Monuments Français)을 포함한 프랑스 건축과 문화유산 박물관(Cité de l'Architecture et du Patrimoine)이 있으며, 산책로 아래에는 사요 국립극장(Théâtre national de Chaillot)이 있다.

## 역사

### 1937년 엑스포: 건설
1878년 만국 박람회를 위해 현재 날개를 이루고 있는 두 건물 사이에 지어졌던 트로카데로 궁전은 1937년 파리 국제 박람회를 위해 1935년에 부분적으로 철거되었으며 샤요 궁전이 지어졌다.

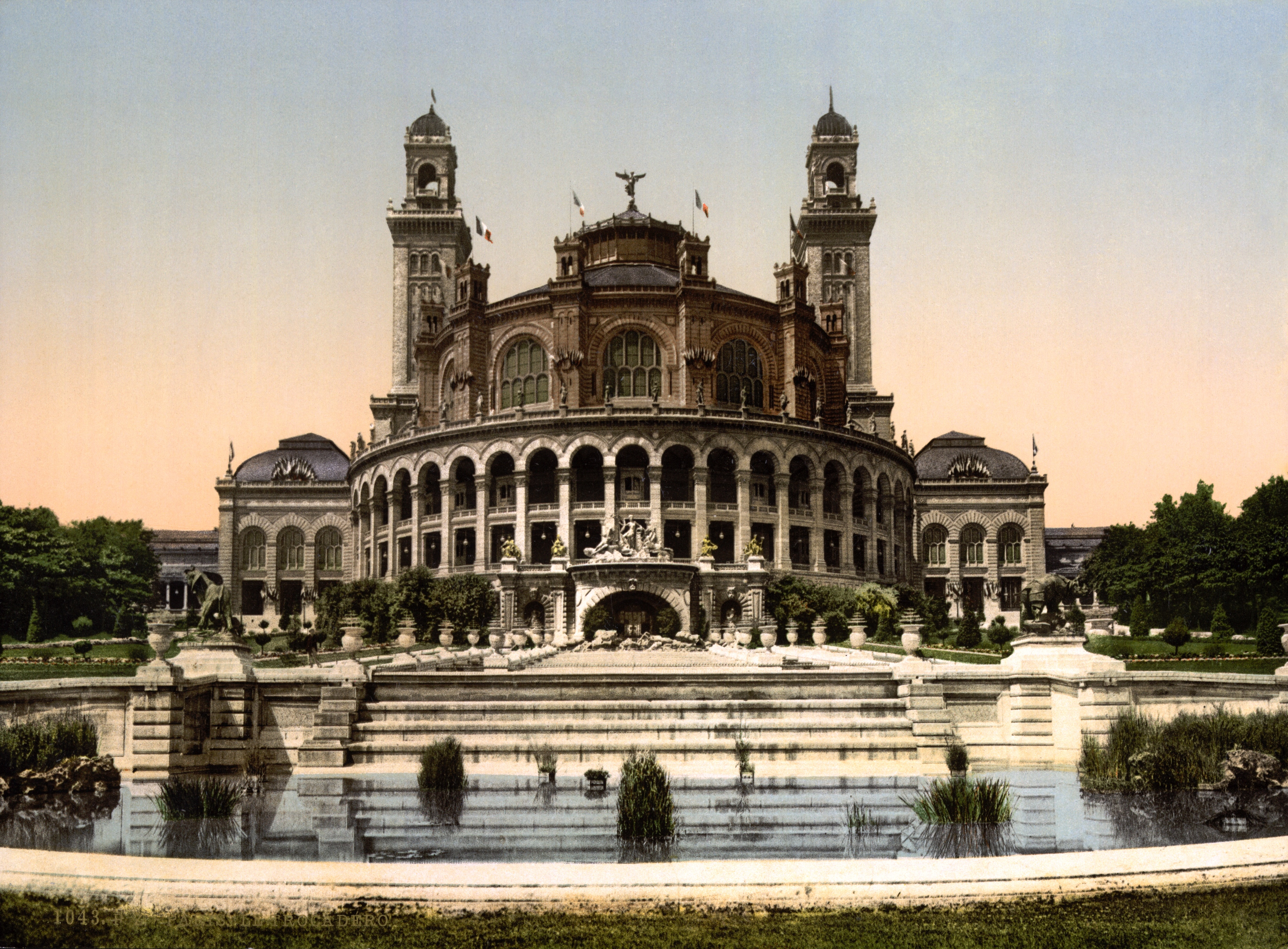
19세기의 트로카데로 궁전(Palais du Trocadéro)
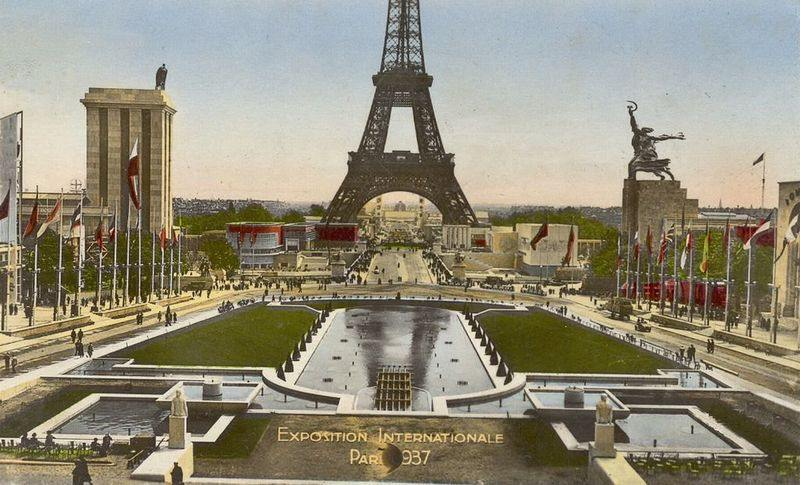
1937년 엑스포에서 소련관(오른쪽)과 나치 독일관(왼쪽)이 서로 마주보고 있다.

### 제2차 세계 대전
아돌프 히틀러는 1940년 파리를 여행하는 짧은 기간 동안 샤요궁 앞 테라스에서 에펠탑을 배경으로 사진을 찍었으며 이 사진은 제2차 세계대전의 상징적인 이미지가 되었다. 1945년 5월 8일 유럽전승 기념일에 파리 주둔 미군은 같은 장소에서 승리를 축하했다. 이 곳에서 2,800명 이상의 육·해·공군 장병들이 해리 S. 트루먼 대통령의 승리 연설과 1942년 5월부터 유럽 주둔 미군의 Com-Z 병참 작전을 지휘하고 있는 존 C. H. 리 중장의 연설을 들었다.

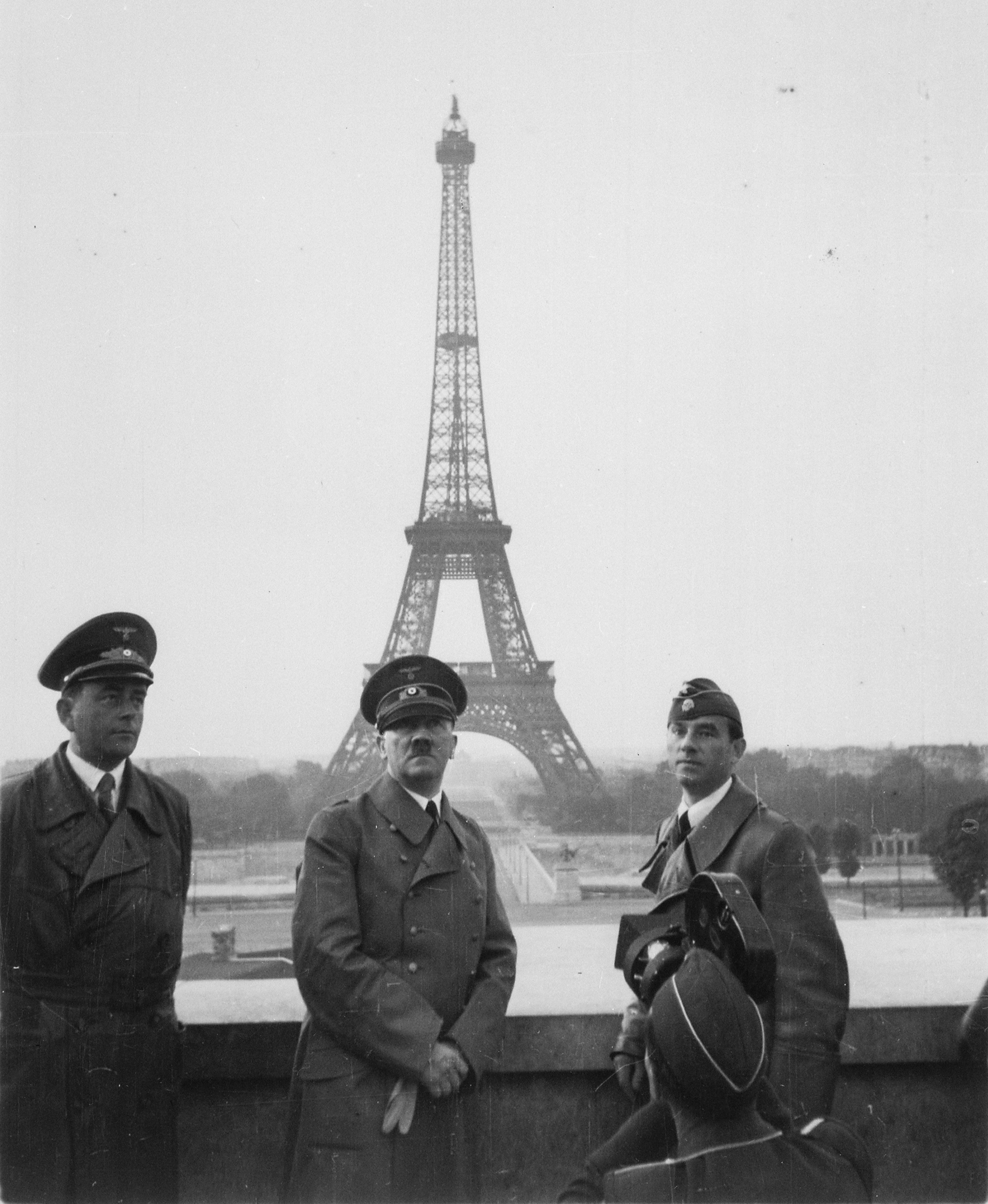
1940년 6월 23일, 프랑스 공방전 중 독일 총통 아돌프(중앙)가 앨버트 스피어(좌측) 및 조각가 아르노 브레커(우측)와 함께 Trocadéro를 방문하고 찍은 사진

### 제2차 세계대전 이후

#### 1948/1951: 유엔 총회
1948년 샤요궁에서 제3차 유엔 총회(UNGA)가 개최되었고, 1948년 12월 10일 샤요궁에서 세계 인권 선언이 이루어졌으며, 이를 기념하는 기념물과 산책로(esplanade des droits de l'homme, 인권의 산책로)도 있다. 1951년에는 제6차 유엔 총회가 개최되었다.

#### 1952~1959: 임시 NATO 본부
샤요궁은 1959년에 "Palais de l'OTAN"(현재 파리 도핀 대학)의 영구 본부가 설립될 때까지 1952년부터 파리의 NATO 임시 본부 역할을 하기도 했다.

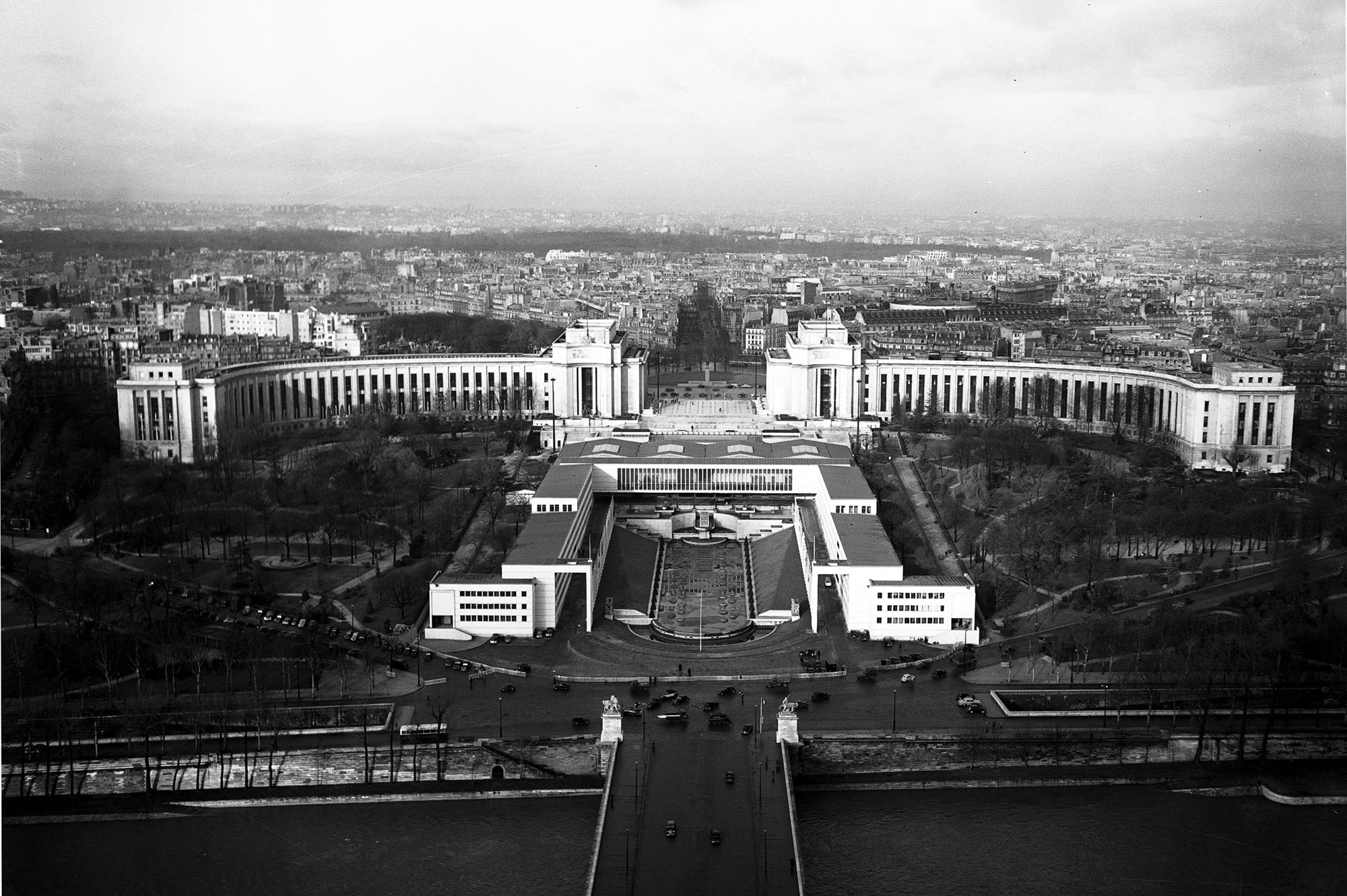
1952년에서 1959년 사이에 NATO 본부가 있던 옛 별관.
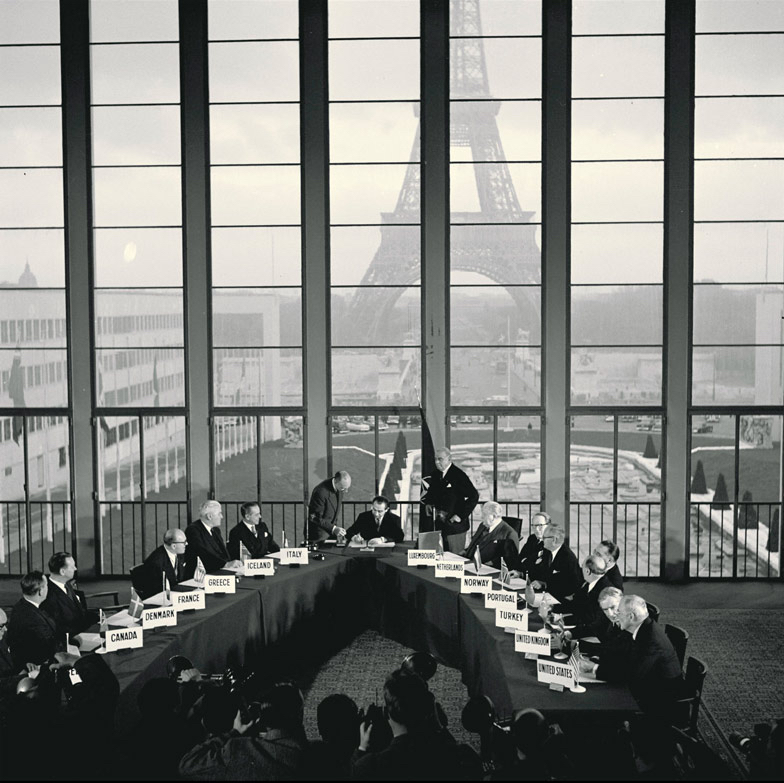
1954년 NATO 임시 별관에서 서독에 대한 NATO 회원국의 초청 서명